# Nestore
El Nestore és un curs d´aigua de les províncies de Perusa i de Terni i un afluent per la dreta del riu Tíber.

## Geografia
El "Nestore" neix a Monteleone d´Orvieto dins la província de Terni a una altitud de 480 metres. Té una longitud de 56 km, i una conca de captació de 828 km², en part coincideix amb la conca del llac Trasimè.
Travessa els municipis de Monteleone d´Orvieto, Piegaro, Panicale i Marsciano. Conflueix amb el Tíber a la localitat de Marsciano.
Afluents a l'esquerra:
- torrent Càina,
- torrent Cestola,
- torrent Genna.

Afluents a la dreta:
- torrent Calvana,
- torrent Fersinone.